# Nokia Lumia 610
Nokia Lumia 610 – smartfon z systemem operacyjnym Microsoft Windows Phone w wersji 7, zaprezentowany w lutym 2012. Urządzenie należy do niższej klasy tzw. low-endów. Następcą tego modelu jest Lumia 620.

## Wygląd
Lumia 610 to smartfon o wymiarach 119 × 62 × 12 mm, typowych dla średniej półki. Masa wynosząca 131,5 grama.Przedni panel został zdominowany przez wyświetlacz o przekątnej 3,7 cala. Pod nim znalazły się trzy standardowe przyciski systemu Windows Phone i otwór mikrofonu. Nad ekranem znajduje się logo Nokii, czujnik zbliżeniowy i oświetlenia oraz głośnik rozmów. Na prawym boku telefonu umieszczono srebrne przyciski do regulacji głośności, przycisk włączania/blokady ekranu i dwustopniowy przycisk aparatu. Lewy bok i dolna krawędź pozostały gładkie. Na górnej natomiast znajdziemy otwór zaczepu na smycz, gniazdo Jack 3,5 mm, gniazdo microUSB i szczelinę dodatkowego mikrofonu. Z tyłu znajduje się obiektyw aparatu fotograficznego, a po jego bokach diodową lampę błyskową i napis 5MP. Poniżej znajduje się jeszcze jeden napis Nokia, a u dołu sporych rozmiarów szczeliny głośnika zewnętrznego i nazwę modelu Lumia 610. Całość wykonana jest z plastiku, połyskującego na srebrnej części i matowego, gumo-podobnego na całej powierzchni tylnej klapki.

## Specyfikacja

### Aparat
W Lumii 610 zastosowano jednostkę o matrycy 5 megapikseli wspomaganą przez autofocus. Obok aparatu znalazło się miejsce na diodę LED. Zdjęcia wykonane tym telefonem mają rozdzielczość 2592×1944 pikseli. Aparat posiada 4 krotny zoom cyfrowy. Filmy nagrywane w jakości VGA.

### Bateria
Energii dostarcza litowo-jonowa bateria (BP-3L) o pojemności 1300 mAh. Pozwala ona 24 dni czuwania i około 7 godzin rozmów.

### Podzespoły
Smartfon jest wyposażony w procesor Qualcomm MSM7227A o taktowaniu 800 MHz wspomagany przez 256 MB RAM. Na zdjęcia, gry, filmy itp. producent przeznaczył około 8 GB. Nie ma jednak możliwości rozszerzenia pamięci za pomocą karty micro SD. Użytkownik ma natomiast do dyspozycji 7 GB w usłudze OneDrive (dawniej SkyDrive).